# 新林公園

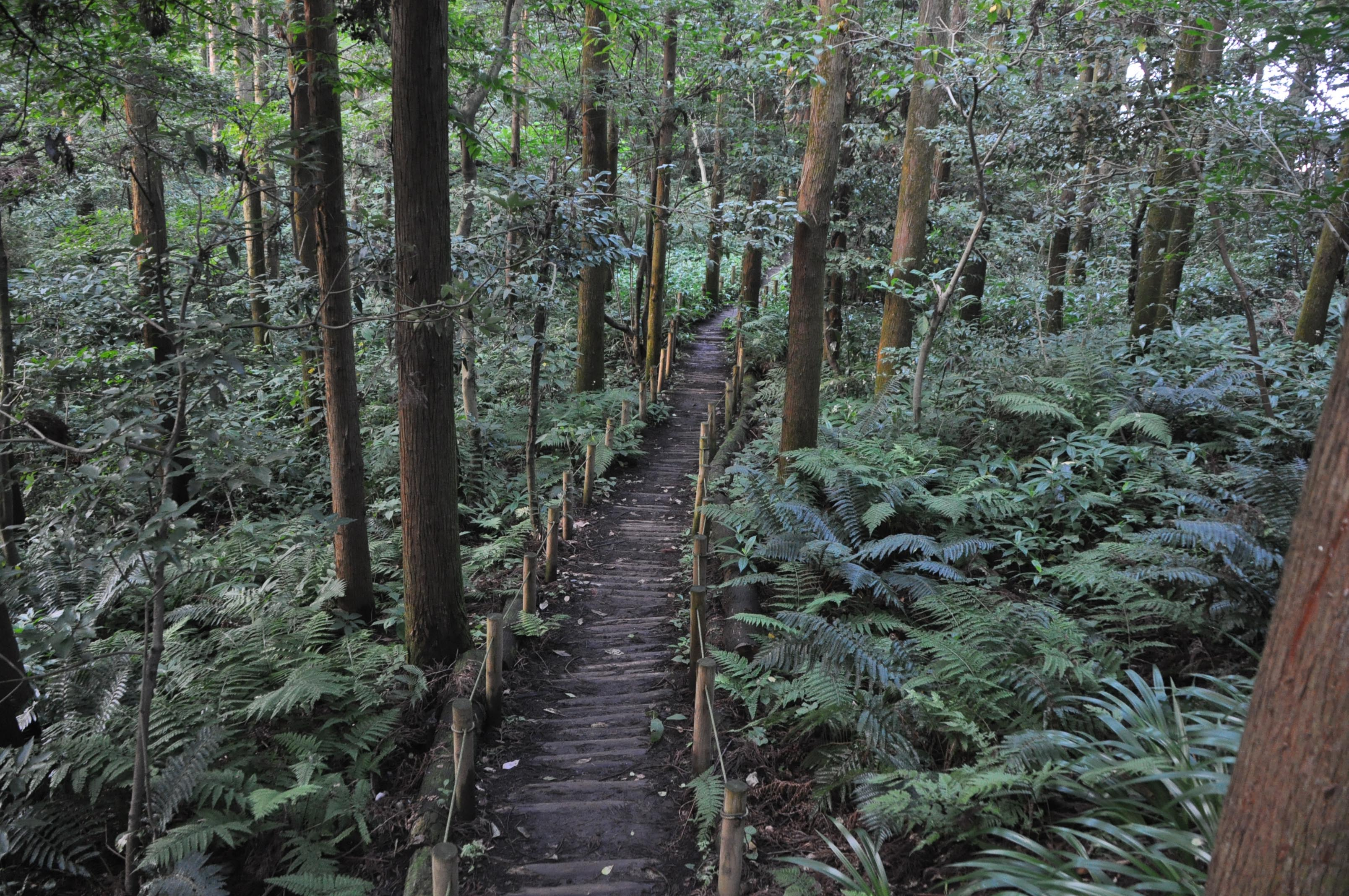
新林公園内の散策路

新林公園（しんばやしこうえん）は、神奈川県藤沢市川名の同地区最南部の丘陵と谷戸田を利用して1980年（昭和55年）3月31日に開設された藤沢市の都市公園（総合公園）である。市街地からほど近いにもかかわらず、豊かな自然に恵まれ、自然と触れ合うとともに、文化財の保存場所にもなっている。

## 公園内の施設
この公園の所在地は藤沢市川名字新林411-1。面積は16.16ha。

### 主な自然観察施設
- 自然散策路 - 山の尾根に沿う全長1.5kmのハイキングコースがあり、おもに2つのルートがある。
- 湿性植物地 - 旧谷戸田を利用し、湿性植物が観察できる。
- 川名大池 - 旧農業用水溜池で、バードウォッチングができるようになっている。
- その他 - 冒険広場。芝生広場・梅園・藤棚・花壇・ベンチ・四阿・便所が備えられ、駐車場は普通車32台（9：00～16：30）。

### 主な保存文化財
- 古民家「旧小池邸母屋」 - 柄沢地区から1983年（昭和58年）移築。
桁行18.7m、梁間10.9m、建築面積52坪の寄棟造、茅葺屋根の風格ある建物。
小池家は江戸時代には名主をつとめた柄沢の旧家。移築された建物は1841年（天保12年）に棟上げされたもの。
1999年（平成11年）2月12日藤沢市指定文化財（建造物）。
謡曲や琴､俳句の会などの愛好団体に利用される。
- 長屋門「旧福原家長屋門」 - 渡内地区から2009年（平成21年）移築。
長屋門は、門の両脇に部屋（長屋）を備えた建物のことで、江戸時代末頃から上層農家の格式を示す建物として、屋敷の入り口に建てられていた。
福原家は江戸時代には渡内村の名主をつとめた県下でも有数の旧家。
2006年（平成18年）5月24日藤沢市指定文化財（建造物）。
- この他、園内には横穴式古墳群があるが、埋められてほとんど見ることができない。

ギャラリー

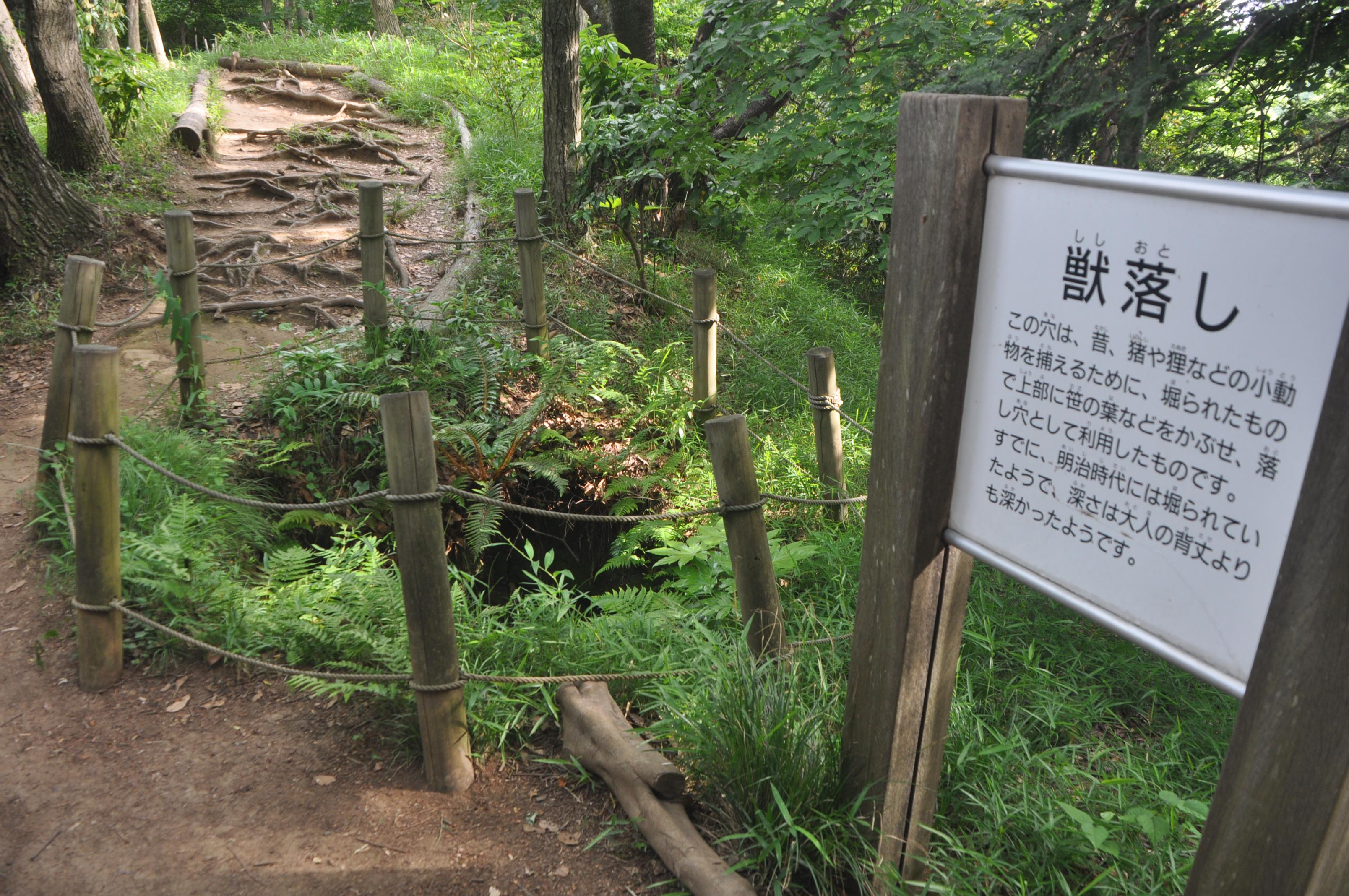
昔の獣落とし（ししおとし）
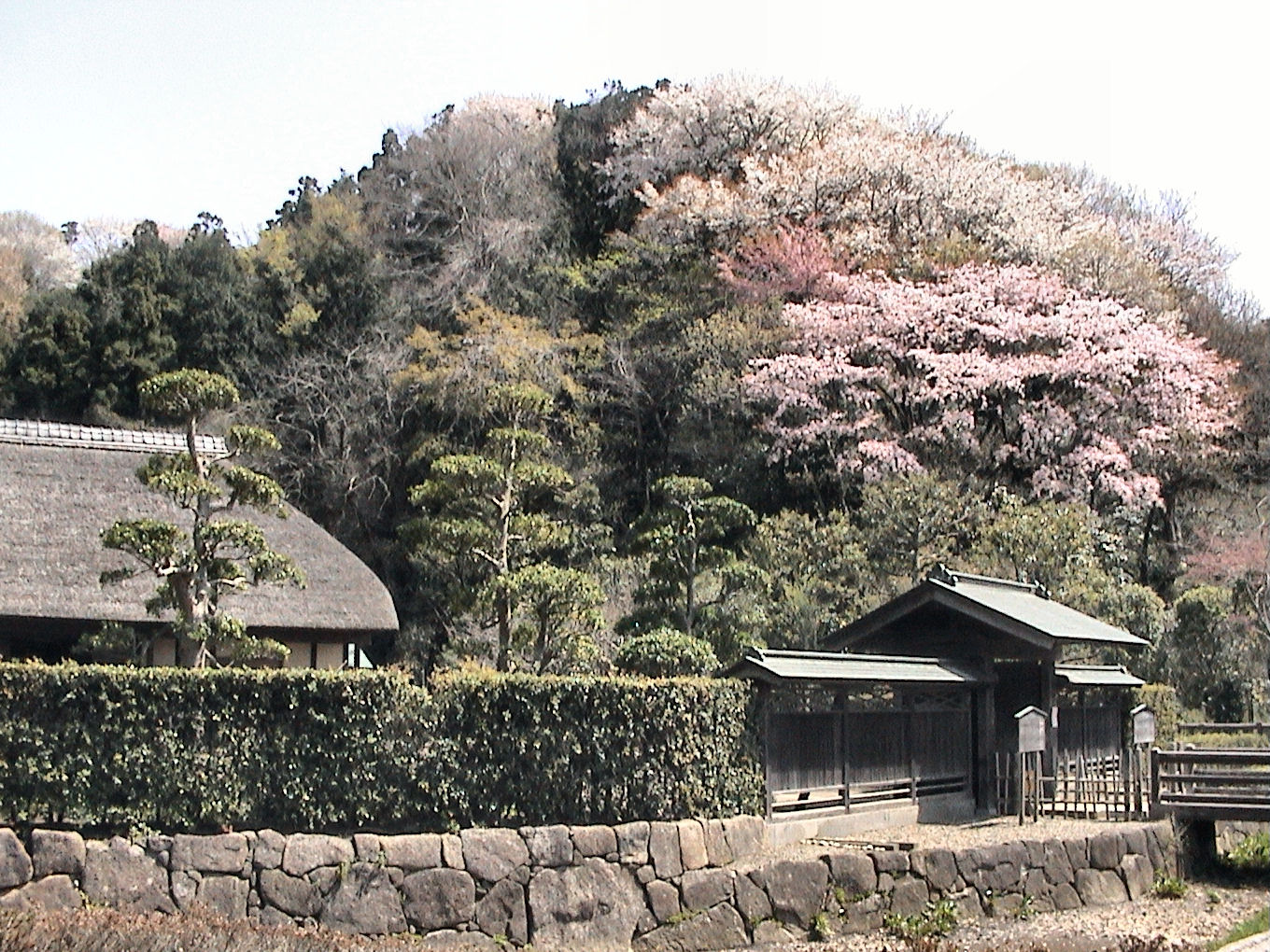
新林公園の春（小池邸）

## 管理
平成31年度から令和5年度まで、指定管理者として、藤沢市まちづくり協会･藤沢市緑化事業協同組合グループが管理している。公園愛護会が園内の簡易清掃や山道の点検･整備・花壇管理などの作業を行っている。

## 交通
この公園は、北に藤沢市立新林小学校と隣接している。

### 鉄道
- 藤沢駅（東日本旅客鉄道（JR東日本）・小田急電鉄・江ノ島電鉄＆江ノ島線）南口より徒歩15分

### バス
- ミネベア前（神奈川中央交通）